# Leo Harmaja
Leo Harmaja (hette fram till 1906 Schadewitz), född 28 juni 1880 i Juva, död 7 maj 1949 i Helsingfors, var en finländsk nationalekonom.
Harmaja var trafikinspektör 1909–1917 vid Järnvägsstyrelsens tariffbyrå. Han tjänstgjorde 1919–1935 som chefsstatistiker vid socialministeriet och blev 1935 adjunkt i nationalekonomi vid Helsingfors universitet och professor i nationalekonomi vid Tekniska högskolan. Som ekonomisk författare granskade han Finlands tullpolitik under ryska tiden.
Han var även verksam inom nykterhetsrörelsen och utgav en avhandling om Göteborgssystemet i Finland. 

## Utmärkelser
- Kommendörstecknet av Finlands Vita Ros’ orden,  1930[2]
- Riddare av Dannebrogorden[2]

[Redigera Wikidata]